# Getsemanská zahrada

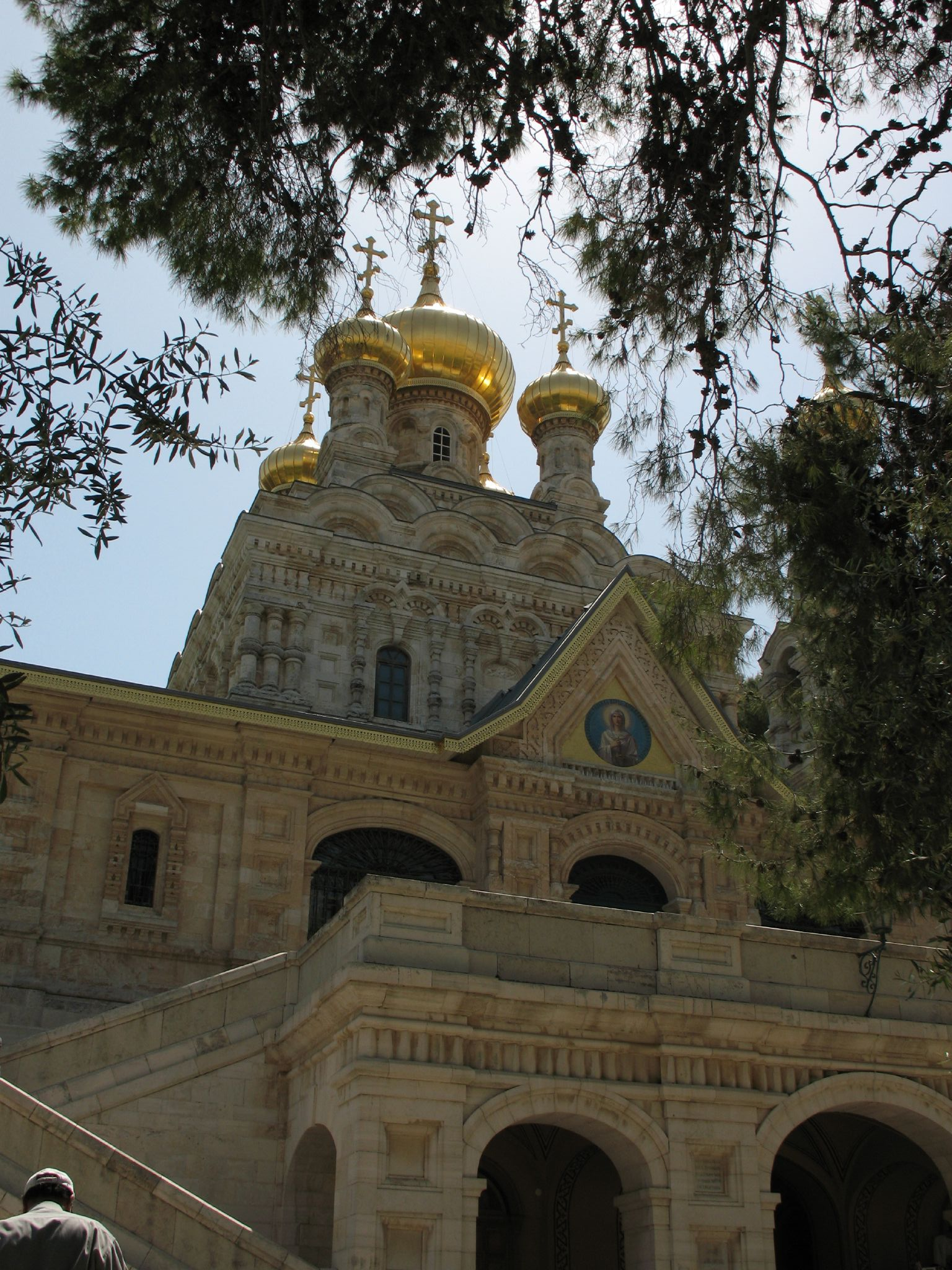
Ruský pravoslavný Kostel Marie Magdaleny v Getsemanské zahradě, Jeruzalém

Getsemanská zahrada (řecky Γεθσημανι, Gethsēmani 'hebrejsky: גת שמנים, Gat Šmanim, z aramejského גת שמנא, Gat Šmānê) v Jeruzalémě se nachází na úpatí Olivové hory (jiné označení Olivetské hory), je součástí arabské čtvrti východního Jeruzaléma zvané At-Túr. Podle Bible zde Ježíš se svými apoštoly bděl a modlil se tu noc, kdy byl zatčen a později ukřižován. Podle Lukášova evangelia Ježíšova muka v zahradě Getsemanské byla tak strašná, že „jeho potem byly velké krůpěje krve padající na zem“. Podle tradice východní ortodoxní církve je zahrada Getsemanská místem, kde zesnula Ježíšova Matka. Nachází se tam pravoslavný chrám, který skrývá prázdný hrob Panny Marie, která se tam již nenachází.

## Etymologie

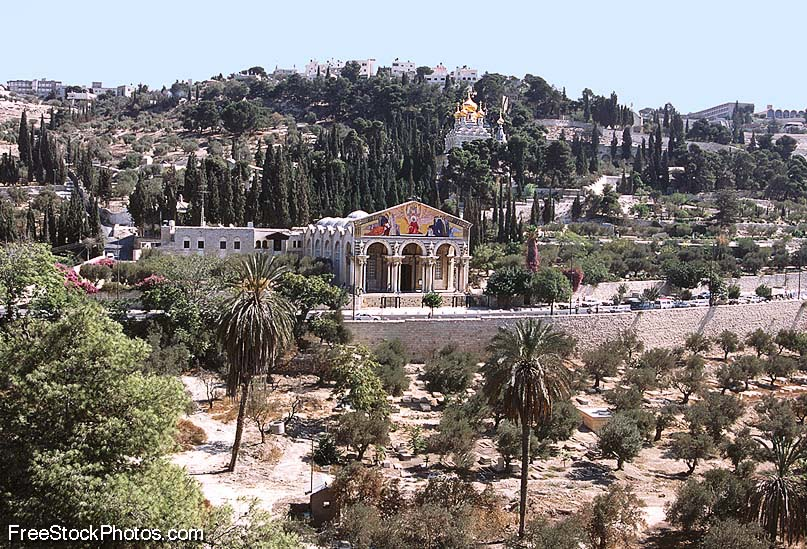
Pohled na Getsemanskou zahradu s Kostelem všech národů

V evangeliích podle Matouše, a Marka která jsou psána v řečtině, se název Getsemany objevuje napsaný Γεθσημανι, což je odvozenina od aramejského גת שמנא (Gaṯ-Šmānê), znamenající „olivový lis“. Markovo evangelium také Getsemany nazývá chorion – „místo“. Janovo evangelium o Getsemanech hovoří jako o kepos, čili „zahrada“, nebo „sad“.

## Poloha

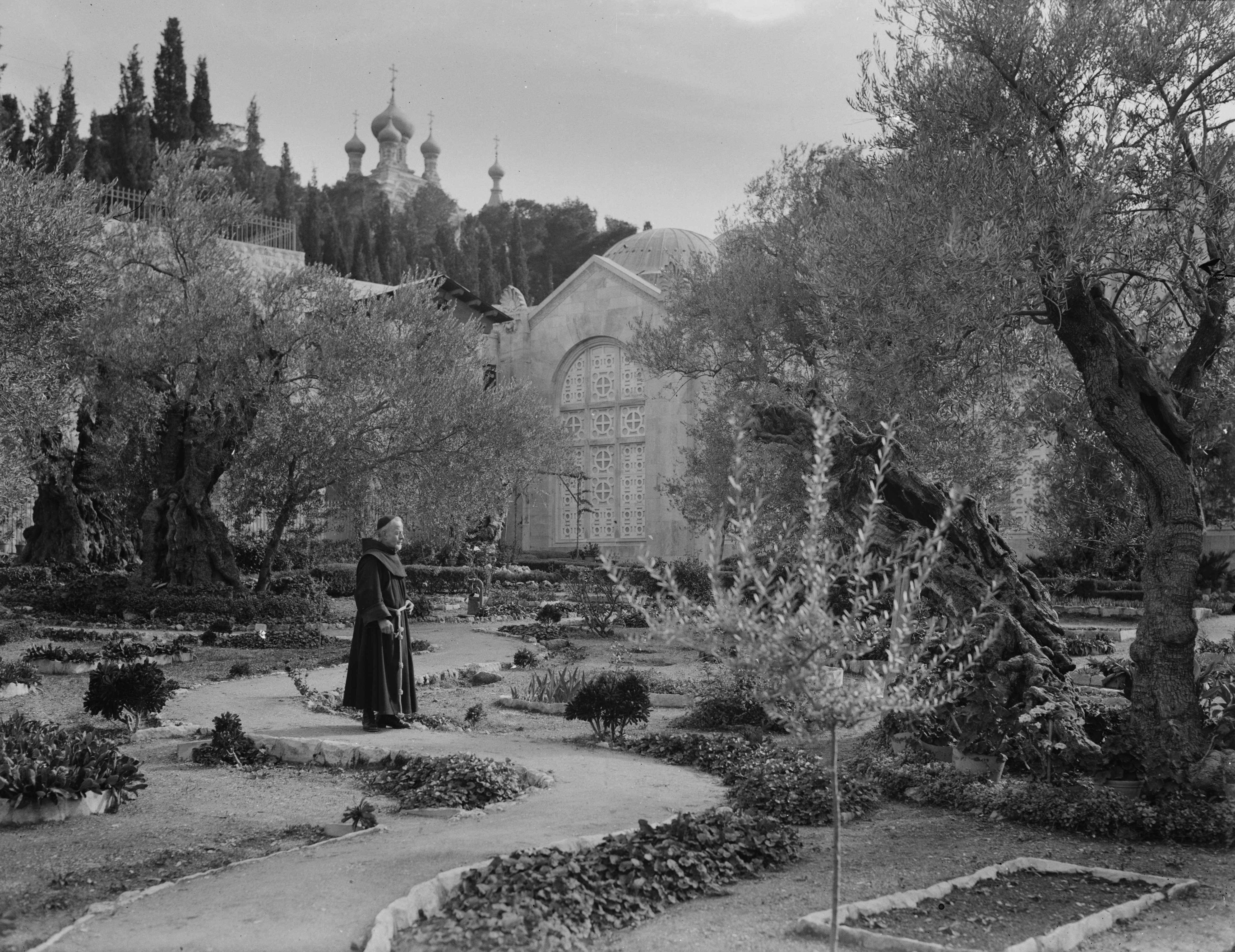
Mnich v Zahradě Getsemanské, období druhé světové války

Zahrada Getsemanská se nachází na úpatí Olivetské hory, v údolí Cedronu. Zahradě dominuje Kostel všech národů, známý také jako Kostel Utrpení, postavený na místě byzantského kostela zbořeného roku 614 armádou perských Sásánovců a křižáckého kostela, který byl zničen roku 1219. Poblíž se nachází ruský pravoslavný Kostel Marie Magdaleny s typickou zlatou cibulovitou kopulí ve stylu jaroslavských kostelů 17. století. Kostel Marie Magdaleny byl vybudován ruským carem Alexandrem III. na památku jeho matky Marie Alexandrovny.

## Poutní místo
Zahrada Getsemanská byla významným křesťanským poutním místem raných křesťanských poutníků. Roku 333 ji navštívil anonymní „Poutník z Bordeaux“, jehož dílo Itinerarium Burdigalense (či také Itinerarium Burdigalense) je prvním dochovaným cestopisem křesťanského cestovatele do Svaté země. Jeho současník Eusebios z Kaisareie v díle Onomasticon zmiňuje polohu Getsemanské zahrady „na úpatí Olivové hory“ a dodává, že „zde byla víra obvykle vyznávána“.

## Citáty
Ježíš kritizuje fyzickou nestálost apoštolů při modlení:
 Nebyli jste schopni bdít se mnou ani jednu hodinu. Vaše duše je odhodlána, ale tělo je slabé. Modlete se, abyste neupadli do pokušení.

## Odraz v umění

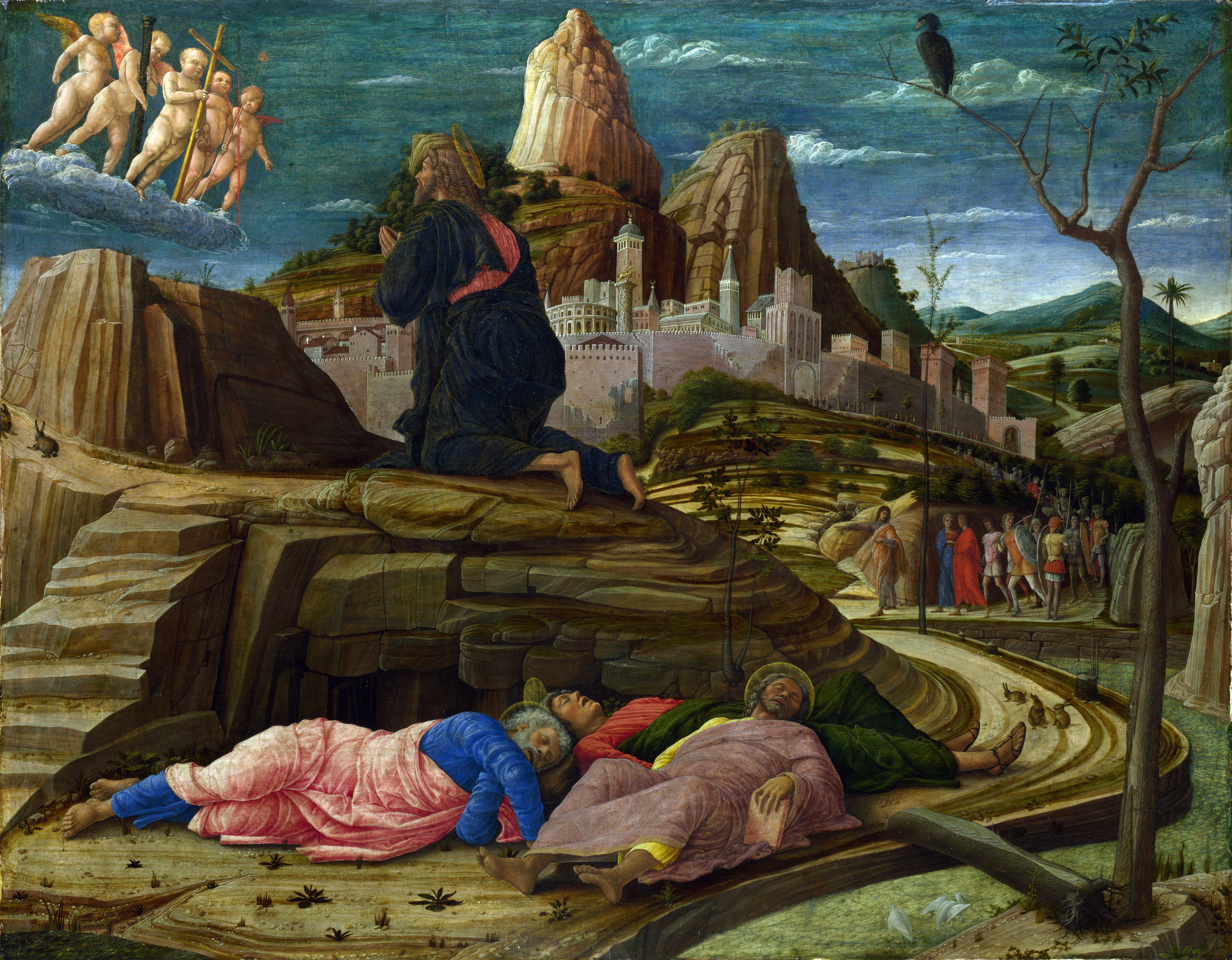
Andrea Mantegna: Utrpení v zahradě, kolem roku 1460, zobrazuje Ježíše v zahradě Getsemanské
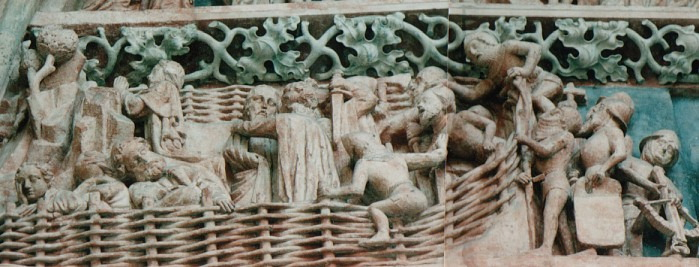
Detail z gotického znázornění scény v zahradě Getsemanské, Ulm Münster
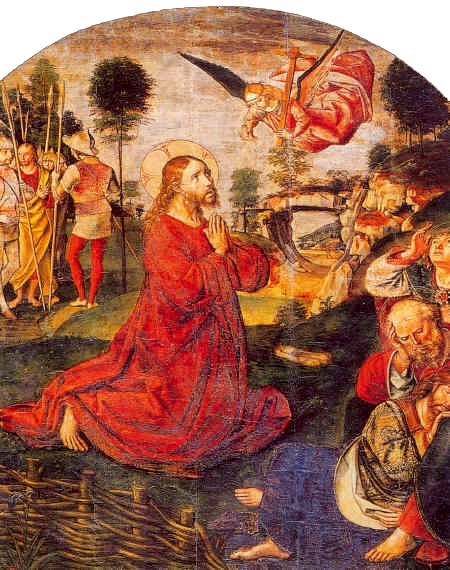
Pedro Berruguete: Getsemanská zahrada
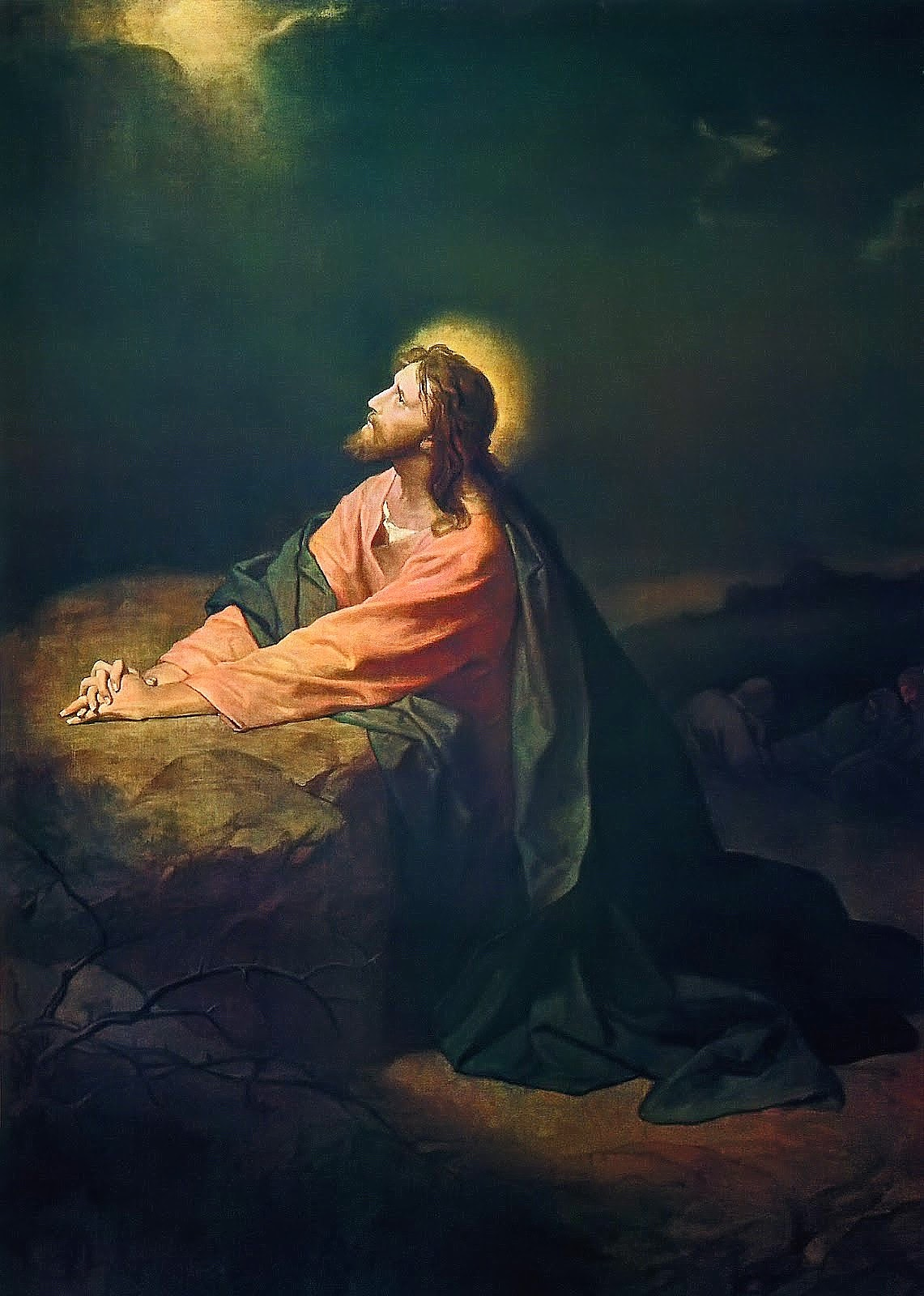
Heinrich Hofmann: Kristus v zahradě Getsemanské